# Elaphoglossum meridense
Elaphoglossum meridense är en träjonväxtart som först beskrevs av Ki., och fick sitt nu gällande namn av Moore. Elaphoglossum meridense ingår i släktet Elaphoglossum och familjen Dryopteridaceae. Utöver nominatformen finns också underarten E. m. boliviense.